# Agrostis meridensis
Agrostis meridensis är en gräsart som beskrevs av Luces. Agrostis meridensis ingår i släktet ven, och familjen gräs.
Artens utbredningsområde är Venezuela. Inga underarter finns listade i Catalogue of Life.